# Historia Scientiarum
A Historia Scientiarum az Erdélyi Magyar Műszaki Tudományos Társaság (EMT) magyar nyelvű tudomány- és ipartörténeti szakfolyóirata, amely 2004–2011 között a Műszaki Szemle különszámaként jelent meg. 2012-től (a 10. számtól) önálló folyóirat. Évi egy számban jelenik meg (kivétel 2011, amikor két száma jelent meg). Felelős szerkesztője Köllő Gábor, az EMT elnöke, szerkesztői 2016-ig Kása Zoltán és Wanek Ferenc, 2017-től Kása Zoltán.
A folyóirat honlapján minden szám megtalálható, és letölthető.